# Rudolf Winterwerb
Rudolf Winterwerb (* 5. Mai 1863 in Frankfurt am Main; † 28. Dezember 1941 ebenda) war ein deutscher Bankier.

## Leben

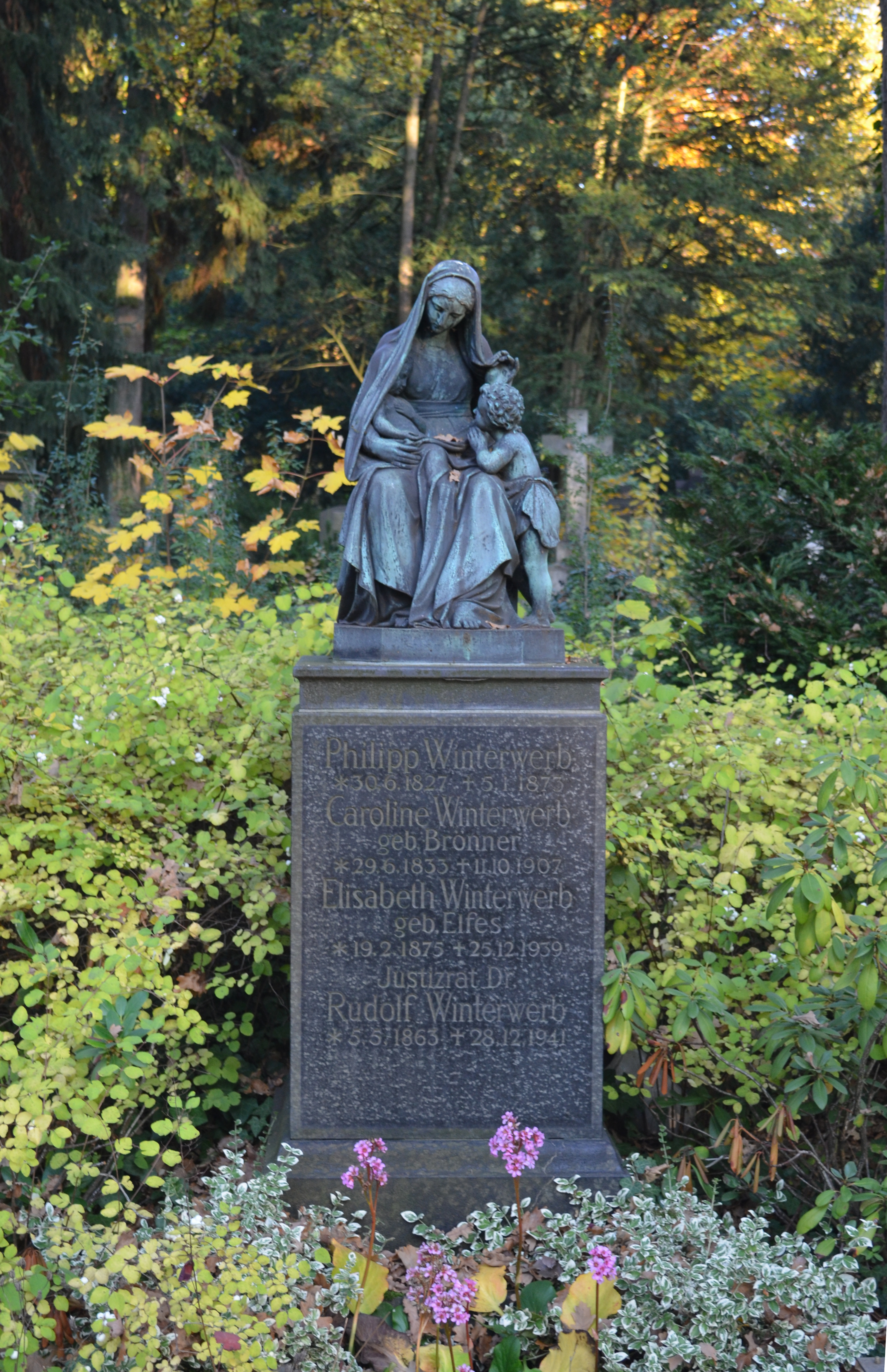
Grabstätte der Familie Winterwerb auf dem Frankfurter Hauptfriedhof

Nach dem Besuch des Städtischen Gymnasiums in Frankfurt am Main studierte Rudolf Winterwerb an den Universitäten Heidelberg und Berlin. In Heidelberg wurde er 1881 Mitglied des Corps Suevia. Nach der Promotion zum Dr. jur. war er von 1889 bis 1899 Rechtsanwalt in Frankfurt am Main. Von 1899 bis 1931 war er Direktor und Vorstandsmitglied der Frankfurter Bank.
Rudolf Winterwerb betätigte sich neben seiner Juristen- und Bankierstätigkeit auch als Frankfurter Lokaldichter. So führte ihn Theo Schäfer im Frankfurter Dichterbuch von 1905. Einige seiner Gedichte sind im von Diethard H. Klein 1987 herausgegebenen Frankfurt-Ein Lesebuch wiedergegeben. Er gehörte zu den Mäzenen des Senckenberg Naturmuseums.
Winterwerb ist auf dem Frankfurter Hauptfriedhof bestattet.

## Auszeichnungen
- Ernennung zum Justizrat
- Verewigung auf der Gedenktafel der Erhalter des Werkes des Senckenberg Naturmuseums[4]

## Schriften
- Die Frankfurter Bank 1854–1929, 1929
- Gedichte, 1940